# Olympische Winterspiele 1976/Rennrodeln
Bei den XII. Olympischen Winterspielen 1976 in Innsbruck fanden drei Wettbewerbe im Rennrodeln statt. Austragungsort war die Olympia-Rodelbahn im Stadtteil Igls.

## Bilanz

### Medaillenspiegel
| Platz | Land           | Gold | Silber | Bronze | Gesamt |
| ----- | -------------- | ---- | ------ | ------ | ------ |
| 1     | DDR            | 3    | 1      | 1      | 5      |
| 2     | BR Deutschland | –    | 2      | 1      | 3      |
| 3     | Österreich     | –    | –      | 1      | 1      |

### Medaillengewinner
| Konkurrenz          | Gold                    | Silber                           | Bronze                         |
| ------------------- | ----------------------- | -------------------------------- | ------------------------------ |
| Einsitzer Männer    | Dettlef Günther         | Josef Fendt                      | Hans Rinn                      |
| Einsitzer Frauen    | Margit Schumann         | Ute Rührold                      | Elisabeth Demleitner           |
| Doppelsitzer Männer | Hans Rinn, Norbert Hahn | Hans Brandner, Balthasar Schwarm | Rudolf Schmid, Franz Schachner |

## Ergebnisse
(alle Laufzeiten in Sekunden, Gesamtzeiten in Minuten)

### Einsitzer Männer
| Platz | Land | Sportler              | 1. Lauf | 2. Lauf | 3. Lauf | 4. Lauf | Gesamt   |
| ----- | ---- | --------------------- | ------- | ------- | ------- | ------- | -------- |
| 1     | GDR  | Dettlef Günther       | 52,381  | 52,107  | 51,418  | 51,782  | 3:27,668 |
| 2     | FRG  | Josef Fendt           | 52,694  | 51,933  | 51,749  | 51,820  | 3:28,196 |
| 3     | GDR  | Hans Rinn             | 52,916  | 51,968  | 51,690  | 52,000  | 3:28,574 |
| 4     | GDR  | Hans-Heinrich Winkler | 52,848  | 52,328  | 52,069  | 52,209  | 3:29,454 |
| 5     | AUT  | Manfred Schmid        | 52,973  | 52,073  | 52,113  | 52,352  | 3:29,511 |
| 6     | FRG  | Anton Winkler         | 52,755  | 52,194  | 52,219  | 52,352  | 3:29,520 |
| 7     | AUT  | Reinhold Sulzbacher   | 53,137  | 52,491  | 52,204  | 52,566  | 3:30,398 |
| 8     | URS  | Dainis Bremse         | 52,984  | 52,567  | 52,364  | 52,661  | 3:30,576 |
| 9     | AUT  | Rudolf Schmid         | 52,933  | 53,806  | 52,361  | 52,319  | 3:31,419 |
| 10    | URS  | Wladimir Schitow      | 53,485  | 53,025  | 52,927  | 53,133  | 3:32,570 |
| 11    | ITA  | Karl Brunner          | 53,916  | 53,228  | 53,023  | 53,021  | 3:33,188 |
|       |      |                       |         |         |         |         |          |
| 32    | LIE  | Max Beck              | 56,748  | 55,388  | 55,614  | 57,032  | 3:44,782 |
| 37    | ITA  | Peter Gschnitzer      | 54,051  | 53,812  | 53,357  | 87,540  | 4:08,760 |

1. Lauf: 4. Februar 1976, 20:05 Uhr 
 2. Lauf: 5. Februar 1976, 10:00 Uhr 
 3. Lauf: 6. Februar 1976, 10:00 Uhr 
 4. Lauf: 7. Februar 1976, 10:15 Uhr
43 Teilnehmer aus 15 Ländern, davon 38 in der Wertung. Ausgeschieden u. a.: Stefan Hölzlwimmer (FRG), Paul Hildgartner (ITA).

### Einsitzer Frauen
| Platz | Land | Sportlerin           | 1. Lauf | 2. Lauf | 3. Lauf | 4. Lauf | Gesamt   |
| ----- | ---- | -------------------- | ------- | ------- | ------- | ------- | -------- |
| 1     | GDR  | Margit Schumann      | 42,854  | 42,830  | 42,285  | 42,652  | 2:50,621 |
| 2     | GDR  | Ute Rührold          | 42,926  | 42,708  | 42,439  | 42,773  | 2:50,846 |
| 3     | FRG  | Elisabeth Demleitner | 43,138  | 42,535  | 42,388  | 42,995  | 2:51,056 |
| 4     | GDR  | Eva-Maria Wernicke   | 43,007  | 42,646  | 42,711  | 42,898  | 2:51,264 |
| 5     | AUT  | Antonia Mayr         | 42,949  | 42,812  | 42,633  | 42,966  | 2:51,360 |
| 6     | AUT  | Margit Graf          | 43,094  | 42,790  | 42,555  | 43,020  | 2:51,459 |
| 7     | FRG  | Monika Scheftschik   | 42,863  | 42,732  | 42,981  | 42,964  | 2:51,540 |
| 8     | AUT  | Angelika Schafferer  | 43,444  | 43,007  | 42,793  | 43,078  | 2:52,322 |
| 9     | URS  | Vera Zozuļa          | 44,179  | 42,973  | 42,651  | 42,858  | 2:52,661 |
| 10    | TCH  | Dana Spálenská       | 43,560  | 43,063  | 43,178  | 43,405  | 2:53,206 |
| 11    | ITA  | Sarah Felder         | 44,056  | 43,118  | 43,075  | 43,374  | 2:53,623 |
|       |      |                      |         |         |         |         |          |
| 16    | ITA  | Marie-Luise Rainer   | 44,943  | 44,848  | 44,768  | 44,972  | 2:59,531 |

1. Lauf: 4. Februar 1976, 19:00 Uhr 
 2. Lauf, 5. Februar 1976, 09:05 Uhr 
 3. Lauf: 6. Februar 1976, 09:00 Uhr 
 4. Lauf: 7. Februar 1976, 09:15 Uhr
26 Teilnehmerinnen aus 12 Ländern, alle in der Wertung.

### Doppelsitzer
| Platz | Land | Sportler                            | 1. Lauf | 2. Lauf | Gesamt   |
| ----- | ---- | ----------------------------------- | ------- | ------- | -------- |
| 1     | GDR  | Hans Rinn, Norbert Hahn             | 42,773  | 42,831  | 1:25,604 |
| 2     | FRG  | Hans Brandner, Balthasar Schwarm    | 42,792  | 43,097  | 1:25,889 |
| 3     | AUT  | Rudolf Schmid, Franz Schachner      | 42,997  | 42,922  | 1:25,919 |
| 4     | FRG  | Stefan Hölzlwimmer, Rudolf Größwang | 43,205  | 43,033  | 1:26,238 |
| 5     | AUT  | Manfred Schmid, Reinhold Sulzbacher | 43,035  | 43,389  | 1:26,424 |
| 6     | TCH  | Jindřich Zeman, Vladimír Resl       | 43,315  | 43,511  | 1:26,826 |
| 7     | ITA  | Karl Feichter, Ernst Haspinger      | 43,853  | 43,313  | 1:27,171 |
| 8     | URS  | Dainis Bremse, Aigars Kriķis        | 43,667  | 43,740  | 1:27,407 |
| 9     | URS  | Rolands Upatnieks, Valdis Ķuzis     | 43,732  | 43,850  | 1:27,582 |
| 10    | POL  | Andrzej Żyła, Jan Kasielski         | 43,748  | 43,989  | 1:27,737 |
| 11    | ITA  | Paul Hildgartner, Walter Plaikner   | 43,781  | 44,058  | 1:27,839 |
|       |      |                                     |         |         |          |
| 16    | GDR  | Bernd Hahn, Ulrich Hahn             | 43,291  | 46,556  | 1:29,847 |
| 19    | LIE  | Max Beck, Wolfgang Schädler         | 45,517  | 45,272  | 1:30,789 |

1. Lauf: 10. Februar 1976, 09:00 Uhr 
 2. Lauf: 10. Februar 1976, 10:05 Uhr
25 Teams aus 15 Ländern, davon 24 in der Wertung.